# Sharkey
Sharkey é um personagem do filme 007 - Permissão para Matar (1989) da franquia cinematográfica de James Bond. Assim como quase todos os outros personagens, ele não existe nos livros de Ian Fleming, já que o filme, o primeiro a não ter um título saído dos livros de Fleming, apenas mistura enredo e personagens existentes em contos diferentes do escritor britânico com uma história e personagens completamente novos.

## Características
Sharkey é um pescador de alto-mar na Flórida, amigo de Bond e de Felix Leiter, o agente da CIA, e é também um convidado para o casamento de Leiter com Della, assim como Bond, que é o padrinho. Seu nome vem dos tubarões (sharks, em inglês) e de seu grande interesse por eles, o que o faz um expert no assunto. Um homem amigável, caloroso e confiável, deixa Bond consternado quando é assassinado.

## Filme
Ele aparece logo no início do filme viajando pela  US State Highway 1 com Bond e Leiter para o local do casamento, vestidos a caráter. Leiter recebe uma mensagem da DEA avisando que o supertraficante Felix Sanchez está na área e Sharkey é deixado pelos dois para avisar à noiva o que está acontecendo enquanto a dupla de agentes vai ao encalço do traficante.
Sharkey participa do casamento após a resolução do caso e à noite vai com Bond até o armazém de pesca de um capanga de Sanchez, Milton Krest, em busca da localização dos tubarões que teriam amputado a perna de Leiter numa cena anterior. Na luta que se segue, Sharkey salva a vida de Bond quando ele está a ponto de ser morto pelo policial corrupto Ed Killifer, abrindo a trava do alçapão sobre  a qual está Killifer, que, sem base, se pendura numa corda oferecendo parte do suborno que carrega consigo, recebido de Sanchez, para Bond  salvá-lo, mas é deixado cair no tanque de tubarões por 007. Sharkey, ignorando o traidor morto, comenta então que grande perda de dinheiro foi aquela.
Sharkey continua ajudando Bond em algumas investigações posteriores mas quando o agente está no barco de experiências biológicas de Krest – na verdade uma cobertura para o tráfico de cocaína de Sanchez – vê pela janela da cabine seu amigo Sharkey morto e pendurado num gancho ao lado de tubarões caçados. Bond então calmamente vai até a cena e mata com um tiro de arpão o mergulhador responsável pelo assassinato dizendo: "cumprimentos de Sharkey.".